# Brodźczyk białoskrzydły
Brodźczyk białoskrzydły (Prosobonia leucoptera) – gatunek małego ptaka z rodziny bekasowatych (Scolopacidae). Występował na wyspach Tahiti i Moorea (Wyspy Towarzystwa w Polinezji Francuskiej). Wymarły. Znany z trzech okazów, z czego dwa zaginęły.

## Taksonomia
Po raz pierwszy zgodnie z zasadami nazewnictwa binominalnego gatunek ten opisał Johann Friedrich Gmelin w 1789 w 13. wydaniu linneuszowskiego Systema Naturae. Nowemu gatunkowi nadał nazwę Tringa leucoptera. Obecnie (2021) Międzynarodowy Komitet Ornitologiczny umieszcza brodźczyka białoskrzydłego w rodzaju Prosobonia. Holotyp pochodził z Tahiti (Wyspy Towarzystwa, Polinezja Francuska). Pozyskany został w 1773 podczas drugiej podróży Jamesa Cooka. Znana jest również ilustracja przedstawiająca tego ptaka wykonana przez Georga Forstera. Dwa inne okazy Prosobonia zostały zebrane na leżącej nieopodal wyspie Moorea między 30 września a 11 października 1777, jednak zaginęły. Jeden z nich został również zilustrowany; na podstawie słabo zaznaczonych różnic w opierzeniu wyodrębniono nowy, reprezentowany przez rysunek i przynajmniej jeden z okazów, gatunek – brodźczyka rudobrewego (Prosobonia ellisi). Jedyny przetrwały do współczesności okaz spośród wspomnianych przekazany został do Muzeum Historii Naturalnej w Lejdzie. Został utrwalony w trzech wymiarach, trójwymiarowy wypchany okaz (oznaczony jako RMNH 87556) obejrzeć można na stronie internetowej muzeum. Dawniejsi autorzy synonimizowali P. leucoptera i P. ellisi, jednak w 1991 wykazano, że brodźczyki: rudobrewy i białoskrzydły były innymi gatunkami. Badania przeprowadzone przez Jansena i współpracowników w 2021 sugerują jednak, że różnice między ptakami z wysp Moorea i Tahiti (które są oddalone od siebie jedynie o 18 km) reprezentują raczej zmienność związaną z wiekiem, płcią, sezonowością lub zwykłą zmienność międzywyspową, a nie stanowią dowodów na istnienie oddzielnego taksonu i dlatego do czasu badań genetycznych ewentualnych szczątków z wyspy Moorea P. ellisi powinien być traktowany jako młodszy synonim P. leucoptera.

## Morfologia

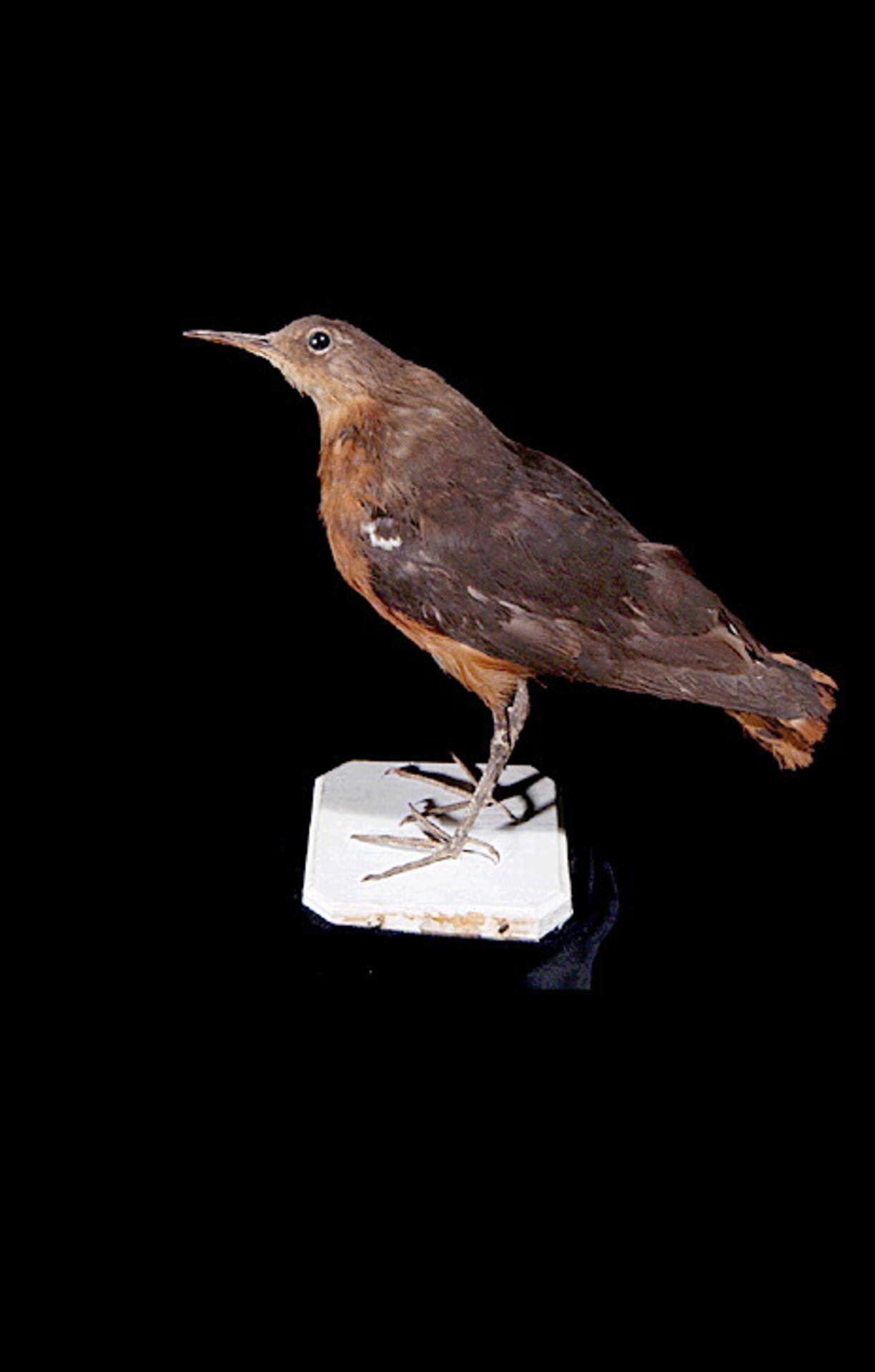
Okaz z Muzeum Historii Naturalnej w Lejdzie

Długość ciała wynosi blisko 18 cm. Skrzydła i grzbiet mają barwę smoliście czarną, jedynie ciemię, boki głowy i szyi są jaśniejsze. Broda i gardło płowobiałe. Spód ciała i kuper rdzawobrązowe. Rdzawobrązowa jest również okolica oka i początkowa część brwi, ta jednak bieleje w okolicy pokryw usznych. Na pokrywach skrzydłowych mniejszych dostrzec można białą plamę o kształcie półksiężyca. Środkowe sterówki mają barwę smoliście brązową, ich końcówki są rdzawe, natomiast zewnętrzne sterówki wyróżniają się szerszymi rdzawym końcówkami i pasami o tej barwie kierującymi się ku zewnętrznej stronie piór. W zachowanym okazie brakuje części ogona i tym samym niektórych informacji. Górna szczęka nieco ciemniejsza od żuchwy. Nogi barwy słomianej, o nieco zielonkawym odcieniu.

## Zasięg, ekologia i zachowanie
Gatunek znany z Tahiti i Moorea, wysp w archipelagu Wysp Towarzystwa (Polinezja Francuska). Nie wiadomo nic o ekologii i zachowaniu tych ptaków ponad informację przekazaną przez Forstera. Brodźczyki białoskrzydłe miały występować w okolicach strumieni; sugeruje to, że występowały raczej w interiorze wyspy, nie na wybrzeżach jak niektóre bekasowate.

## Status
IUCN uznaje brodźczyka białoskrzydłego za gatunek wymarły (EX, Extinct). Przyczyny wymarcia tych ptaków są niejasne. Wiadomo, że na wyspie wypuszczano niszczące rdzenną roślinność świnie i kozy. Według Greenwaya to jednak szczury odpowiadały za wymarcie brodźczyków białoskrzydłych.